# 昭哀皇后
昭哀皇后姚氏（？—420年），後秦文桓帝姚興的女兒，北魏明元帝拓跋嗣的妃子，追封皇后。
姚氏在後秦封西平長公主。415年，明元帝以皇后的禮儀納她為妾，後封為夫人。她因鑄造金人不成功為理由，未就任皇后，可是明元帝寵愛她，所有她出入和居住的地方，以及禮儀秩序也如皇后體制。後來拓跋嗣希望她正位皇后，而姚氏卻謙讓不當皇后。
泰常五年（420年），姚氏去世，拓跋嗣很後悔沒有立她為皇后，於是贈封諡昭哀皇后，葬雲中金陵。

## 延伸阅读
[在维基数据编辑]
 《魏書/卷13》，出自魏收《魏书》
 《北史/卷013》，出自李延壽《北史》